# Vertain
Vertain és un municipi francès, situat a la regió dels Alts de França, al departament del Nord. L'any 2006 tenia 479 habitants. Limita al nord amb Saint-Martin-sur-Écaillon, al nord-est amb Escarmain, al sud-est amb Romeries, al sud-oest amb Saint-Python i Solesmes i a l'oest amb Haussy.

## Demografia
| 1962                                       | 1968 | 1975 | 1982 | 1990 | 1999 | 2006 |
| ------------------------------------------ | ---- | ---- | ---- | ---- | ---- | ---- |
| 603                                        | 587  | 493  | 520  | 525  | 515  | 479  |
| Des de 1962: població sense dobles comptes |      |      |      |      |      |      |

## Administració
| Període   | Identitat          | Partit |
| --------- | ------------------ | ------ |
| 2001-2008 | Jean-Marie Lamay   |        |
| 2008-     | Jean-Marc Lemeiter |        |